# Sohe District

Politische Karte des Sohe Districts, Oro Province, Papua-Neuguinea, mit den Rural (ländlichen) Local Level Government (LLG) Gebieten.

Der Sohe District oder Sohe Distrikt ist ein Bezirk der Provinz Oro in Papua-Neuguinea mit 10.026 km². Sein Hauptort ist Kokoda. Die Volkszählung 2011 ergab 86.547 Einwohner.